# Melanie Griffith
Melanie Griffith (Nova York, 9 d'agost de 1957) és una actriu de cinema estatunidenca. És filla de l'actriu Tippi Hedren i de Peter Griffith.

## Biografia
Al llarg d'una carrera de gairebé quatre dècades ha treballat amb diversos dels més grans actors de Hollywood, com Paul Newman, Tom Hanks, Harrison Ford, Tommy Lee Jones, Michael Douglas, Jeremy Irons, Ed Harris, Nick Nolte, Antonio Banderas, Bruce Willis, entre d'altres.
Després de treballar com a model i després de la interpretació d'un bon nombre de papers com a actriu secundària (com en La nit es mou d'Arthur Penn, 1975), va obtenir el seu primer èxit amb Doble cos (Brian De Palma, 1985). Entre els seus títols posteriors cal citar Alguna cosa salvatge (Jonathan Demme, 1988), Dilluns tempestuós (Mike Figgis, 1988), Armes de dona (Mike Nichols, 1988), De sobte, un estrany (John Schlesinger, 1990), La foguera de les vanitats (Brian de Palma, 1990), A Stranger Among Us (Sidney Lumet, 1992), Nobody Fools (Robert Benton, 1994), Two Much (Fernando Trueba, 1995), Lolita (Adrian Lyne, 1997), Celebrity (Woody Allen, 1998), Crazy in Alabama (Antonio Banderas, 1999) i Cecil B. Demented (John Waters, 2000).
En l'àmbit teatral, destaca el seu debut a Broadway el 2003 amb el musical Chicago, on va interpretar el paper de "Roxie Hart". El seu treball va rebre excel·lents crítiques i l'obra va ser un èxit de taquilla.

## Filmografia
| Any  | Títol                                                    | Paper                   | Altres dades |
| ---- | -------------------------------------------------------- | ----------------------- | --- |
| 1969 | Smith!                                                   | Extra                   | |
| 1973 | The Harrad Experiment                                    | Extra                   | |
| 1975 | Smile                                                    | Karen Love              | |
| 1975 | Amb l'aigua al coll (The Drowning Pool)                  | Schuyler Devereaux      | |
| 1975 | La nit es mou (Night Moves)                              | Delly Grastner          | |
| 1977 | Joyride                                                  | Susie                   | |
| 1977 | One on One                                               | The Hitchhiker          | |
| 1977 | The Garden                                               | Noia jove               | |
| 1978 | Steel Cowboy                                             | Johnnie                 | |
| 1978 | Daddy, I Don't Like it Like This                         | Noia de l'hotel         | |
| 1981 | Golden Gate                                              | Karen                   | |
| 1981 | She's in the Army Now                                    | Soldat Sylvie Knoll     | |
| 1981 | The Star Maker                                           | Dawn Barnett Youngblood | |
| 1981 | Underground Acres                                        | Lucy                    | |
| 1981 | El gran rugit (Roar)                                     | Melanie                 | |
| 1984 | Doble cos (Body Double)                                  | Holly Body              | Nominació − Globus d'Or a la millor actriu secundària |
| 1984 | Fear City                                                | Loretta                 | |
| 1985 | Alfred Hitchcock Presents                                | Noia                    | |
| 1986 | Alguna cosa salvatge (Something Wild)                    | Audrey "Lulu" Hankel    | Nominació − Globus d'Or a la millor actriu musical o còmica |
| 1987 | Cherry 2000                                              | Edith "E" Johnson       | |
| 1988 | Working Girl                                             | Tess McGill             | Globus d'Or a la millor actriu musical o còmica Nominació − Oscar a la millor actriu Nominació − BAFTA a la millor actriu                                             |
| 1988 | Dilluns tempestuós (Stormy Monday)                       | Kate                    | |
| 1988 | The Milagro Beanfield War                                | Flossie Devine          | |
| 1990 | La foguera de les vanitats (The Bonfire of the Vanities) | Maria Ruskin            | |
| 1990 | Pacific Heights                                          | Patty Palmer            | |
| 1990 | In the Spirit                                            | Lureen                  | |
| 1990 | Women and Men: Stories of Seduction                      | Hadley                  | |
| 1991 | Paradise                                                 | Lily Reed               | |
| 1992 | A Stranger Among Us                                      | Emily Eden              | |
| 1992 | Shining Through                                          | Linda Voss              | |
| 1993 | Born Yesterday                                           | Billie Dawn             | |
| 1994 | Nobody's Fool                                            | Toby Roebuck            | |
| 1994 | Milk Money                                               | V                       | |
| 1995 | Two Much                                                 | Betty Kerner            | |
| 1995 | Amigues per sempre (Now and Then)                        | Tina "Teeny" Tercell    | |
| 1995 | Buffalo Girls                                            | Dora DuFran             | Nominació − Globus d'Or a la millor actriu secundària en sèrie, minisèrie o telefilm                                                                                  |
| 1996 | Mulholland Falls                                         | Katherine Hoover        | |
| 1997 | Lolita                                                   | Charlotte Haze          | |
| 1997 | Un altre dia al paradís (Another Day in Paradise)        | Sid                     | |
| 1998 | Celebrity                                                | Nicole Oliver           | |
| 1998 | Shadow of Doubt                                          | Kitt Devereux           | |
| 1999 | RKO 281                                                  | Marion Davies           | Nominació − Globus d'Or a la millor actriu secundària en sèrie, minisèrie o telefilm Nominació − Primetime Emmy a la millor actriu secundària en minisèrie o telefilm |
| 1999 | Bojos a Alabama (Crazy in Alabama)                       | Lucille Vinson          | |
| 2000 | Forever Lulu                                             | Lulu McAfee             | |
| 2000 | Cecil B. Demented                                        | Honey Whitlock          | |
| 2001 | Tart: Vull provar-ho (Tart)                              | Diane Milford           | |
| 2002 | Stuart Little 2                                          | Margalo the Bird        | Veu |
| 2002 | Searching for Debra Winger                               | Ella mateixa            | |
| 2003 | Tempo                                                    | Sarah                   | |
| 2003 | Shade: Joc d'assassins (Shade)                           | Eve                     | |
| 2003 | The Night We Called It a Day                             | Barbara Marx            | Nominació − AFI a la millor actriu secundària |
| 2005 | Heartless                                                | Miranda Wells           | |
| 2017 | The Disaster Artist                                      | Jean Shelton            | |

## Vida personal
Als 14 anys, Griffith va començar a sortir amb Don Johnson, de 22 anys, coestrella amb la seva mare en The Harrad Experiment; la relació va culminar en un matrimoni que només va durar sis mesos, de gener a juliol de 1976.
El 8 de setembre de 1981, Griffith es va casar amb Steven Bauer, el coprotagonista del telefilm She's in the Army Now. Van tenir un fill, Alexander Bauer, nascut el 22 d'agost de 1985. La parella es va divorciar el 1989 després d'una llarga separació. Durant la seva separació de Bauer, Griffith va tenir problemes amb la cocaïna i la beguda.
El 1988, després de completar la seva rehabilitació, es va tornar a connectar amb Johnson. Es van tornar a casar el 26 de juny de 1989. La seva filla, Dakota, va néixer el 4 d'octubre de 1989. Es van separar al març de 1994, es van reconciliar més tard aquell any, però es van separar novament al maig de 1995.
El 2000, Griffith va tornar a rehabilitació per al tractament d'una addicció a analgèsics. L'agost de 2009, Griffith va tornar a rehabilitació pel que el seu publicista va anomenar "part d'un pla de rutina". Al desembre d'aquest any, li van fer una cirurgia per càncer de pell.
El juny de 2014, Griffith i Banderes van anunciar la seva intenció de divorciar-se "d'una manera amistosa." Al desembre de 2015, el divorci va finalitzar.
L'octubre de 2017 durant una intervenció en una taula rodona sobre salut mental de Women's Brain Heatlh Initative a Los Angeles Griffith va revelar que pateix epilèpsia diagnosticada el 2011 i que en els últims anys no ha tingut atacs gràcies al control d'estrès. El seu divorci de Banderas, va explicar, va ajudar a combatre-ho.
Griffith s'ha casat quatre vegades. El primer matrimoni va ser amb l'actor Don Johnson el 1976. Entre 1980 i 1987 va estar casada amb Steven Bauer. Es tornà a casar amb Johnson el 1989. Finalment, el 1996 es casà amb l'actor Antonio Banderas. Banderas i Melanie tenen una filla en comú; Stella del Carmen Banderas Griffith. El juny del 2014 es va divorciar del seu marit i acompanyant durant 18 anys, Antonio Banderas, després de veure una fotografia de Banderas amb una jove d'ulls blaus.